# Thunder Run (Kentucky Kingdom)
Thunder Run is een houten achtbaan in het attractiepark Kentucky Kingdom in de Amerikaanse stad Louisville. De achtbaan werd gemaakt door Dinn Corporation in 1990. De baan zou eerst komen te staan in het pretpark "Americana Park" maar hier is uiteindelijk van afgezien.
Gesloten achtbanen: Chang · Greezed Lightnin' · Roller Skater · T² · Thunder Run · Stormchaser

Eerder gesloten en weggehaald: Road Runner Express · Starchaser · Vampire